# 金子絵里乃
金子 絵里乃（かねこ えりの）は、日本の福祉学者。人間福祉学博士(法政大学)。日本大学文理学部教授。

## 略歴
関西学院大学総合政策学部卒業後、明治学院大学大学院社会学研究科へと進学。2002年より、法政大学大学院人間福祉研究科において人間福祉を専攻し、博士後期課程を修了。法政大学大学院在学中から専任助手を務め、同志社大学社会学部の講師も担当。関西学院大学人間健康学部の助教授を経て、日本大学文理学部へ教授として着任した。

## 社会的活動
大阪府堺市障害者自立支援協議会「大阪府堺市障害者自立支援協議会」委員、「日本社会福祉学会」編集委員、世田谷区「社会福祉事業団」評議委員、日本社会福祉学会「研究倫理に関する検討委員会」委員などを歴任。

## 著作等

### 単著・共著
- 『福祉援助学：介護福祉士・社会福祉士の専門性の探究』（学文社、2008年）
- 『ささえあうグリーフケア小児がんで子どもを亡くした15人の母親のライフ・ストーリー』（ミネルヴァ書房、2009年）
- 『社会福祉学習双書第9巻社会福祉援助技術論Ⅰ相談援助の基盤と専門職』（全国社会福祉協議会、2010年）
- 『新しい福祉サービスの展開と人材育成』（法律文化社、2010年）
- 『相談援助の理論と方法Ⅰ』（Kumi出版、2011年）
- 『現代人にとって健康とはなにか』（書肆クラルテ、2011年）
- 『対論社会福祉学5：ソーシャルワークの理論』（中央法規、2012年）
- 『テキスト臨床死生学』（勁草書房、2014年）
- 『自殺をケアするということ』（ミネルヴァ書房、2015年）
- 『ソーシャルワーク』（弘文堂、2016年）
- 『救急患者支援ー地域につなぐソーシャルワーク』（へるす出版、2017年）
- 『知のスクランブルー文理的思考の挑戦』（ちくま新書、2017年）
- 『保健・医療・福祉専門職のためのスーパービジョン：支援の質を高める手法の理論と実際』（ミネルヴァ書房、2018年）
- 『よくわかる社会福祉行財政と福祉計画』（ミネルヴァ書房、2018年）

## 専門分野
- ソーシャルワーク
- 死生学

## 受賞歴
- 損保ジャパン記念財団賞＜論文部門＞受賞（2007年）